# Ernst Westerlund
Ernst Theodor Georgsson Westerlund (ur. 18 marca 1898 w Kimito, zm. 13 października 1961 w Helsinkach) – fiński żeglarz, dwukrotny olimpijczyk, zdobywca brązowego medalu w regatach na letnich igrzyskach olimpijskich w 1952 roku w Helsinkach.
Na Letnich Igrzyskach Olimpijskich 1952 zdobył brąz w żeglarskiej klasie 6 metrów. Załogę jachtu Ralia tworzyli również Ragnar Jansson, Adolf Konto, Rolf Turkka i Paul Sjöberg.
Cztery lata wcześniej zdobył zaś 9. lokatę w klasie 6 metrów na jachcie Raili. Załogę uzupełniali wówczas Valo Urho, Rote Hellström, Ragnar Jansson, Adolf Konto i Rolf Turkka.